# Lubomír Kubica
Lubomír Kubica (* 10. března 1979 Hranice) je český fotbalista, trenér a bývalý mládežnický reprezentant.

## Hráčská kariéra
Začínal v rodných Hranicích, odkud se v roce 1995 přesunul do Baníku Ostrava. V české lize debutoval v neděli 5. prosince 1999 na hřišti Blšan, kde ostravský Baník prohrál s domácím FK Chmel 1:0 (poločas 1:0) brankou Patrika Gedeona ze 34. minuty. Domácí nejvyšší soutěž si zahrál také na hostování v dresu Drnovic na podzim 2000. Poslední utkání v české lize odehrál za Baník Ostrava v sobotu 20. dubna 2002 v Liberci, které domácí Slovan vyhrál 1:0 (poločas 0:0) gólem Baffoura Gyana z 84. minuty.
Od začátku sezony 2002/03 hostoval v Drnovicích, které hrály Moravskoslezskou fotbalovou ligu. Po podzimní části sezony byly Drnovice na čele tabulky a ve čtvrtek 21. listopadu 2002 byla u této příležitosti uspořádána závěrečná oslava, jíž se účastnili hráči a trenér Josef Mazura.
Po cestě z večírku v pátek nad ránem havaroval vůz řízený Lubomírem Kubicou, ve kterém seděli další tři jeho spoluhráči, nedaleko zimního stadionu ve Vyškově (křižovatka ulic Na Hraničkách a Dědická). Z policejního vyšetřování nehody vyšlo najevo, že řidič byl pod vlivem alkoholu. Nejvážnější zranění utrpěl Lubomír Kubica (hematom na hlavě a krvácení do mozku) a musel být okamžitě operován ve Fakultní nemocnici u sv. Anny v Brně. Vážně zraněn byl i Petr Macháň (proražená lebeční kost a 150 stehů na hlavě), ostatní spolujezdci Miroslav Třasoň (zlomená čelist) a Vladislav Špunda (pohmožděniny a oděrky) byli mimo ohrožení života. Lubomíru Kubicovi hrozilo za ublížení na zdraví až pět let vězení.
Po rekonvalescenci se vrátil do Hranic, za něž nastupoval v MSFL. V září 2003 se vydal na své první zahraniční angažmá do Ruska, z něhož však nakonec sešlo. V letech 2004–2010 působil převážně v zahraničí s krátkými zastávkami v Hranicích. Nejvyšší soutěže hrál v Kazachstánu za Irtyš Pavlodar, na Slovensku za FK AS Trenčín, ve Slovinsku za NK Maribor (mistr 2008/09), v Izraeli za FC Ašdod a v Ázerbájdžánu za İnter Bakı PİK (mistr 2009/10).
Ve Slovinsku byl oblíbencem mariborských fanoušků a ti mu roku 2008 udělili ocenění pro nejlepšího hráče klubu – „fialový (nachový) válečník.“ V prvních ligách šesti států zaznamenal celkem 158 startů, v nichž vsítil 4 branky.
Z Ázerbájdžánu zamířil zpět do České republiky, kde začal hrát za druholigový klub FC Tescoma Zlín. Před začátkem jara 2011 odešel do běloruského klubu FK Dynama Brest, kde se však nedohodl na smlouvě a na jaře 2011 nastupoval za SK Hranice v Přeboru Olomouckého kraje. Od začátku sezony 2011/12 byl zpět ve Zlíně, kde působil až do jara 2014. Na přelomu let 2012 a 2013 se připravoval s trnavským Spartakem, k podpisu kontraktu však kvůli zranění nedošlo. Od sezony 2014/15 nastupoval za TJ Tatran Všechovice v I. B třídě Olomouckého kraje. Od sezony 2017/18 byl hráčem TJ Sokol Skalička.
Dvakrát překonal rakovinu varlat.

### Reprezentace
V letech 1997–2002 byl členem mládežnických reprezentací České republiky. Nastupoval za reprezentační výběry do 17 let (v roce 1997, 2 starty/žádný gól), do 18 let (1997–1998, 6/0), do 20 let (2000, 1/0) a do 21 let (2000–2002, 14/0).

### Evropské poháry
Za FK Drnovice nastoupil ke dvěma duelům v Poháru UEFA s TSV 1860 Mnichov v září 2000, aniž by skóroval.

### Ligová bilance
| Ročník                  | Zápasy | Góly | Minuty | Klub                 |
| ----------------------- | ------ | ---- | ------ | -------------------- |
| MSFL 1998/99            | –      | 3    | –      | FC Baník Ostrava „B“ |
| I. liga 1999/00         | 7      | 0    | 513    | FC Baník Ostrava     |
| MSFL 1999/00            | –      | 4    | –      | FC Baník Ostrava „B“ |
| I. liga 2000/01         | 11     | 0    | 587    | FK Drnovice          |
| I. liga 2000/01         | 11     | 0    | 605    | FC Baník Ostrava     |
| MSFL 2000/01            | –      | 0    | –      | FC Baník Ostrava „B“ |
| I. liga 2001/02         | 7      | 0    | 413    | FC Baník Ostrava     |
| MSFL 2001/02            | –      | 0    | –      | FC Baník Ostrava „B“ |
| MSFL 2002/03            | –      | 0    | –      | FK Drnovice          |
| MSFL 2003/04            | –      | 2    | –      | SK Hranice           |
| I. liga 2004            | 30     | 3    | –      | Irtyš Pavlodar FK    |
| I. liga 2005            | 6      | 0    | –      | Irtyš Pavlodar FK    |
| MSFL 2005/06            | –      | 3    | –      | SK Hranice           |
| I. liga 2006/07         | 16     | 0    | 1 338  | FK AS Trenčín        |
| MSFL 2006/07            | –      | 0    | –      | SK Hranice           |
| I. liga 2007/08         | 32     | 0    | 2 838  | NK Maribor           |
| I. liga 2008/09         | 10     | 0    | 752    | NK Maribor           |
| I. liga 2008/09         | 10     | 1    | 776    | FC Ašdod             |
| I. liga 2009/10         | 18     | 0    | –      | Inter Baku           |
| II. liga 2010/11        | 3      | 0    | 270    | FC Tescoma Zlín      |
| II. liga 2011/12        | 26     | 2    | 2 222  | FC Tescoma Zlín      |
| II. liga 2012/13        | 13     | 0    | 967    | FC Fastav Zlín       |
| II. liga 2013/14        | 16     | 0    | 1 440  | FC Fastav Zlín       |
| CELKEM I. LIGA          | 36     | 0    | 2 118  |                      |
| CELKEM I. LIGA          | 36     | 3    | –      |                      |
| CELKEM I. LIGA          | 16     | 0    | 1 338  |                      |
| CELKEM I. LIGA          | 42     | 0    | 3 590  |                      |
| CELKEM I. LIGA          | 10     | 1    | 776    |                      |
| CELKEM I. LIGA          | 18     | 0    | –      |                      |
| CELKEM II. LIGA         | 58     | 2    | 4 899  |                      |
| CELKEM III. LIGA – MSFL | –      | 12   | –      |                      |